# André Carrillo
André Martín Carrillo Díaz, noto semplicemente come André Carrillo (Lima, 14 giugno 1991), è un calciatore peruviano, centrocampista del Corinthians e della nazionale peruviana.

## Biografia
Figlio di Alex Carrillo e Ana María Díaz Talaviña, suo padre è un poliziotto, ha un fratello minore di nome Alex. È stata la madre a incoraggiarlo a dedicarsi al calcio. Ha una moglie, Suhaila Jad, donna spagnola di origini palestinesi, hanno due figli, il maschio Cedric e la femmina Samira.

## Caratteristiche tecniche
Può giocare sia come trequartista che come ala destra, sul versante atletico sfrutta principalmente abilità quali la velocità di corsa e la potenza fisica, che adopera contro i suoi avversari anche nell'uno-contro-uno. Il suo piede forte è il destro, possiede una buona potenza di tiro, abile nel segnare di prima intenzione, inoltre grazie alle sue capacità di posizionamento sa come calciare bene all'interno dell'area di rigore avversaria.

## Carriera

### Club

#### Alianza Lima
Iniziò la sua carriera come giocatore nell'accademia Esther Grande de Bentin nel 2004, rimanendovi fino al 2007. In questo anno entra nelle divisioni minori del suo club, l'Alianza Lima, e nel 2009 viene promosso in prima squadra. Il suo debutto in Primera División avvenne il 5 dicembre dello stesso anno nell'incontro finito 2-2 contro il Club Deportivo Universidad César Vallejo, valido per l'ultima giornata del campionato. Rinnova in seguito il suo contratto con il club "blancoazul" è fino a dicembre 2013 e segna il suo primo gol il 13 febbraio 2011 battendo per 4-1 il Unión Comercio, con la sua rete la squadra batte per 1-0 l'Alianza Atlético, infine segna il gol del 2-0 battendo il Cienciano. Nel 2010 è stato nominato "Giocatore Rivelazione" del campionato peruviano.

#### Sporting CP

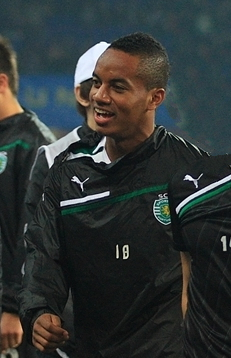
Carrillo, nel 2012, durante il riscaldamento con lo Sporting CP.

Seguito dalla maggior parte dei club europei, il 5 maggio 2011 è ufficiale il suo passaggio in Portogallo con contratto quinquennale allo Sporting Lisbona che si assicura le sue prestazioni per 700.000 euro, strappandolo a numerose formazioni, tra cui anche la Lazio. Vince l'edizione 2014-2015 della Coppa del Portogallo segnando un gol battendo il Porto per 3-1, segna un'altra rete sconfiggendo per 4-0 il Famalicão.

#### Benfica
Il 1º luglio 2016 viene acquistato dal Benfica a parametro zero. Vince per la seconda volta la Coppa del Portogallo, l'edizione 2016-2017, con il suo assist Konstantinos Mitroglou segna il gol del definitivo 6-2 battendo il Leixões, inoltre riesce a fare una rete nel pareggio per 3-3 contro l'Estoril Praia. Vince il campionato portoghese segnando due gol, il primo battendo per 3-1 il CD Nacional inoltre è autore del gol del 3-0 vincendo contro l'Arouca.

#### Watford e Al-Hilal
Gioca con il Watford per una stagione, segnando solo due reti, nella vittoria per 3-0 il Bristol City e nella partita persa per 2-1 contro il Swansea City.
Trasferitosi in Arabia Saudita, all'Al-Hilal, vince l'edizione 2019-2020 della Saudi Professional League, in cui segna tre gol: uno nel 7-0 sull'Al-Adalah, uno nel 2-1 sull'Abha Club e uno nell'1-0 sull'Al-Ettifaq Club. Vince anche l'edizione 2020-2021, segnando sette reti. Il 6 maggio 2023 la compagine saudita gioca la finale dell'AFC Champions League, persa 1-0 contro l'Urawa Reds proprio a causa di un suo autogol.

### Nazionale
Il 29 giugno 2011 esordisce con la nazionale peruviana nella vittoria per 1-0 contro il Senegal. Il 16 agosto 2012 segna la sua prima rete con il gol del 1-0 che sancisce la vittoria in amichevole contro la Costa Rica.
Nel 2018 gioca in alcune amichevoli segnando una rete battendo per 2-0 la Croazia inoltre nella vittoria per 3-0 contro l'Arabia Saudita apre le marcature. Nello stesso anno, durante la Coppa del Mondo segna una rete battendo per 2-0 l'Australia.
Vince l'argento nell'edizione 2019 della Copa América riuscendo a fare due assist vincenti nella vittoria per 3-0 contro il Cile. Invece nell'edizione 2021 segna due reti, prima con il gol del 2-2 pareggiando contro l'Ecuador e poi contro il Venezuela vincendo di misura per 1-0 grazie al gol di Carrillo.
Convocato per la Copa América 2024, in occasione della sfida persa 1-0 ai gironi contro il Canada raggiunge quota 100 presenze con la selezione peruviana.

## Statistiche

### Presenze e reti nei club
Statistiche aggiornate al 9 dicembre 2024.
| Stagione            | Squadra             | Campionato          | Campionato | Campionato | Coppe nazionali | Coppe nazionali | Coppe nazionali | Coppe continentali | Coppe continentali | Coppe continentali | Altre coppe | Altre coppe | Altre coppe | Totale | Totale |
| Stagione            | Squadra             | Comp                | Pres       | Reti       | Comp            | Pres            | Reti            | Comp               | Pres               | Reti               | Comp        | Pres        | Reti        | Pres   | Reti   |
| ------------------- | ------------------- | ------------------- | ---------- | ---------- | --------------- | --------------- | --------------- | ------------------ | ------------------ | ------------------ | ----------- | ----------- | ----------- | ------ | ------ |
| 2009                | Alianza Lima        | CD                  | 1          | 0          | -               | -               | -               | -                  | -                  | -                  | -           | -           | -           | 1      | 0      |
| 2010                | Alianza Lima        | CD                  | 11         | 0          | -               | -               | -               | CL                 | 0                  | 0                  | -           | -           | -           | 11     | 0      |
| 2011                | Alianza Lima        | CD                  | 9          | 3          | CI              | 0               | 0               | CL                 | 0                  | 0                  | -           | -           | -           | 9      | 3      |
| Totale Alianza Lima | Totale Alianza Lima | Totale Alianza Lima | 21         | 3          |                 | -               | -               |                    | -                  | -                  |             | -           | -           | 21     | 3      |
| 2011-2012           | Sporting CP         | PL                  | 24         | 2          | TP+TL           | 6+3             | 1+0             | UEL                | 13                 | 0                  | -           | -           | -           | 46     | 3      |
| 2012-2013           | Sporting CP         | PL                  | 23         | 1          | TP+TL           | 0+3             | 0+0             | UEL                | 5                  | 2                  | -           | -           | -           | 31     | 3      |
| 2013-2014           | Sporting CP         | PL                  | 27         | 2          | TP+TL           | 2+3             | 0+0             | -                  | -                  | -                  | -           | -           | -           | 32     | 2      |
| 2014-2015           | Sporting CP         | PL                  | 33         | 5          | TP+TL           | 6+0             | 2+0             | UCL+UEL            | 6+2                | 0+0                | -           | -           | -           | 47     | 7      |
| 2015-2016           | Sporting CP         | PL                  | 4          | 1          | TP+TL           | 0+0             | 0+0             | UCL+UEL            | 2+0                | 0+0                | SP          | 1           | 1           | 7      | 2      |
| Totale Sporting CP  | Totale Sporting CP  | Totale Sporting CP  | 111        | 11         |                 | 23              | 3               |                    | 28                 | 2                  |             | 1           | 1           | 163    | 17     |
| 2016-2017           | Benfica             | PL                  | 20         | 2          | TP+TL           | 3+5             | 0+1             | UCL                | 3                  | 0                  | -           | -           | -           | 31     | 3      |
| 2017-2018           | Watford             | PL                  | 28         | 1          | FACup+CdL       | 2+0             | 1+0             | -                  | -                  | -                  | -           | -           | -           | 30     | 2      |
| 2018-2019           | Al-Hilal            | SPL                 | 21         | 3          | KCC             | 1+              | 1+              | ACC + ACL          | (1+)+8             | 1+2                | SS          | 1           | 0           | 32+    | 7+     |
| 2019-2020           | Al-Hilal            | SPL                 | 27         | 4          | KCC             | 4               | 1               | ACL                | 6                  | 1                  | Cmc         | 2           | 0           | 39     | 6      |
| 2020-2021           | Al-Hilal            | SPL                 | 29         | 7          | KCC             | 1               | 0               | ACL                | 6                  | 1                  | SS          | 1           | 0           | 37     | 8      |
| 2021-2022           | Al-Hilal            | SPL                 | 22         | 4          | KCC             | 2               | 1               | ACL                | 0                  | 0                  | SS+CmC      | 1+3         | 0+1         | 28     | 6      |
| 2022-2023           | Al-Hilal            | SPL                 | 30         | 1          | KCC             | 4               | 0               | ACL                | 0                  | 0                  | SS+CmC      | 1+3         | 0+0         | 38     | 1      |
| Totale Al Hilal     | Totale Al Hilal     | Totale Al Hilal     | 129        | 19         |                 | 12+             | 2+              |                    | 21+                | 5                  |             | 12          | 1           | 164+   | 28+    |
| 2023-2024           | Al-Qadisiya         | PD                  | 28         | 2          | KCC             | -               | -               |                    | -                  | -                  |             | -           | -           | 28     | 2      |
| ago.-set. 2024      | Al-Qadisiya         | SPL                 | 1          | 0          | KCC             | 0               | 0               |                    | -                  | -                  |             | -           | -           | 1      | 0      |
| Totale Al Qadisiya  | Totale Al Qadisiya  | Totale Al Qadisiya  | 29         | 2          |                 | 0               | 0               |                    | -                  | -                  |             | -           | -           | 29     | 2      |
| 2024                | Corinthians         | A                   | 13         | 0          | CB              | 2               | 0               | CS                 | 4                  | 0                  |             | -           | -           | 19     | 0      |
| 2025                | Corinthians         | A1/SP+A             | 12+10      | 0+0        | CB              | 2               | 0               | CL+CS              | 4+6                | 2+0                |             | -           | -           | 34     | 2      |
| Totale Corinthians  | Totale Corinthians  | Totale Corinthians  | 12+23      | 0+0        |                 | 4               | 0               |                    | 14                 | 2                  |             | -           | -           | 53     | 2      |
| Totale carriera     | Totale carriera     | Totale carriera     | 374        | 38         |                 | 49+             | 8+              |                    | 66+                | 9                  |             | 13          | 2           | 501+   | 57+    |

### Cronologia presenze e reti in nazionale
| Cronologia completa delle presenze e delle reti in nazionale ― Perù | Cronologia completa delle presenze e delle reti in nazionale ― Perù | Cronologia completa delle presenze e delle reti in nazionale ― Perù | Cronologia completa delle presenze e delle reti in nazionale ― Perù | Cronologia completa delle presenze e delle reti in nazionale ― Perù | Cronologia completa delle presenze e delle reti in nazionale ― Perù | Cronologia completa delle presenze e delle reti in nazionale ― Perù | Cronologia completa delle presenze e delle reti in nazionale ― Perù |
| Data                                                                | Città                                                               | In casa                                                             | Risultato                                                           | Ospiti                                                              | Competizione                                                        | Reti                                                                | Note                                                                |
| ------------------------------------------------------------------- | ------------------------------------------------------------------- | ------------------------------------------------------------------- | ------------------------------------------------------------------- | ------------------------------------------------------------------- | ------------------------------------------------------------------- | ------------------------------------------------------------------- | ------------------------------------------------------------------- |
| 12-7-2011                                                           | Mendoza                                                             | Cile                                                                | 1 – 0                                                               | Perù                                                                | Coppa America 2011 - 1º turno                                       | -                                                                   | 72’                                                                 |
| 29-2-2012                                                           | Tunisi                                                              | Perù                                                                | 1 – 1                                                               | Tunisia                                                             | Amichevole                                                          | -                                                                   | 68’                                                                 |
| 3-6-2012                                                            | Lima                                                                | Perù                                                                | 0 – 1                                                               | Colombia                                                            | Qual. Mondiali 2014                                                 | -                                                                   | 85’                                                                 |
| 10-6-2012                                                           | Montevideo                                                          | Uruguay                                                             | 4 – 2                                                               | Perù                                                                | Qual. Mondiali 2014                                                 | -                                                                   | 76’                                                                 |
| 15-8-2012                                                           | San José                                                            | Costa Rica                                                          | 0 – 1                                                               | Perù                                                                | Amichevole                                                          | 1                                                                   | 46’                                                                 |
| 7-9-2012                                                            | Lima                                                                | Perù                                                                | 2 – 1                                                               | Venezuela                                                           | Qual. Mondiali 2014                                                 | -                                                                   | 49’                                                                 |
| 11-9-2012                                                           | Lima                                                                | Perù                                                                | 1 – 1                                                               | Argentina                                                           | Qual. Mondiali 2014                                                 | -                                                                   | 77’                                                                 |
| 16-10-2012                                                          | Asunción                                                            | Paraguay                                                            | 1 – 0                                                               | Perù                                                                | Qual. Mondiali 2014                                                 | -                                                                   | 67’                                                                 |
| 6-2-2013                                                            | Couva                                                               | Trinidad e Tobago                                                   | 0 – 2                                                               | Perù                                                                | Amichevole                                                          | -                                                                   | 58’                                                                 |
| 1-6-2013                                                            | Panama                                                              | Panama                                                              | 1 – 2                                                               | Perù                                                                | Amichevole                                                          | -                                                                   | 60’                                                                 |
| 11-6-2013                                                           | Barranquilla                                                        | Colombia                                                            | 2 – 0                                                               | Perù                                                                | Qual. Mondiali 2014                                                 | -                                                                   | 59’                                                                 |
| 10-9-2013                                                           | Puerto La Cruz                                                      | Venezuela                                                           | 3 – 2                                                               | Perù                                                                | Qual. Mondiali 2014                                                 | -                                                                   |                                                                     |
| 11-10-2013                                                          | Buenos Aires                                                        | Argentina                                                           | 3 – 1                                                               | Perù                                                                | Qual. Mondiali 2014                                                 | -                                                                   | 69’                                                                 |
| 15-10-2013                                                          | Lima                                                                | Perù                                                                | 1 – 1                                                               | Bolivia                                                             | Qual. Mondiali 2014                                                 | -                                                                   | 60’                                                                 |
| 30-5-2014                                                           | Londra                                                              | Inghilterra                                                         | 3 – 0                                                               | Perù                                                                | Amichevole                                                          | -                                                                   | 86’                                                                 |
| 3-6-2014                                                            | Lucerna                                                             | Svizzera                                                            | 2 – 0                                                               | Perù                                                                | Amichevole                                                          | -                                                                   | 83’                                                                 |
| 4-9-2014                                                            | Dubai                                                               | Iraq                                                                | 0 – 2                                                               | Perù                                                                | Amichevole                                                          | -                                                                   | 81’                                                                 |
| 9-9-2014                                                            | Doha                                                                | Qatar                                                               | 0 – 2                                                               | Perù                                                                | Amichevole                                                          | -                                                                   | 77’                                                                 |
| 10-10-2014                                                          | Valparaíso                                                          | Cile                                                                | 3 – 0                                                               | Perù                                                                | Amichevole                                                          | -                                                                   | 86’                                                                 |
| 14-10-2014                                                          | Lima                                                                | Perù                                                                | 1 – 0                                                               | Guatemala                                                           | Amichevole                                                          | -                                                                   | 72’                                                                 |
| 14-11-2014                                                          | Luque                                                               | Paraguay                                                            | 2 – 1                                                               | Perù                                                                | Amichevole                                                          | -                                                                   | 82’                                                                 |
| 18-11-2014                                                          | Lima                                                                | Perù                                                                | 2 – 1                                                               | Paraguay                                                            | Amichevole                                                          | -                                                                   | 46’                                                                 |
| 1-4-2015                                                            | Fort Lauderdale                                                     | Perù                                                                | 0 – 1                                                               | Venezuela                                                           | Amichevole                                                          | -                                                                   | 53’ 71’                                                             |
| 14-6-2015                                                           | Temuco                                                              | Perù                                                                | 1 – 2                                                               | Brasile                                                             | Coppa America 2015 - 1º turno                                       | -                                                                   | 83’                                                                 |
| 25-6-2015                                                           | Temuco                                                              | Bolivia                                                             | 1 – 3                                                               | Perù                                                                | Coppa America 2015 - Quarti di finale                               | -                                                                   | 66’                                                                 |
| 29-6-2015                                                           | Santiago del Cile                                                   | Cile                                                                | 2 – 1                                                               | Perù                                                                | Coppa America 2015 - Semifinale                                     | -                                                                   | 73’                                                                 |
| 3-7-2015                                                            | Concepción                                                          | Perù                                                                | 2 – 0                                                               | Paraguay                                                            | Coppa America 2015 - Finale 3º Posto                                | 1                                                                   |                                                                     |
| 5-9-2015                                                            | Washington                                                          | Stati Uniti                                                         | 2 – 1                                                               | Perù                                                                | Amichevole                                                          | -                                                                   | 64’                                                                 |
| 8-9-2015                                                            | Harrison                                                            | Colombia                                                            | 1 – 1                                                               | Perù                                                                | Amichevole                                                          | -                                                                   | 60’                                                                 |
| 8-10-2015                                                           | Barranquilla                                                        | Colombia                                                            | 2 – 0                                                               | Perù                                                                | Qual. Mondiali 2018                                                 | -                                                                   | 81’                                                                 |
| 13-10-2015                                                          | Lima                                                                | Perù                                                                | 3 – 4                                                               | Cile                                                                | Qual. Mondiali 2018                                                 | -                                                                   | 46’                                                                 |
| 11-11-2016                                                          | Asunción                                                            | Paraguay                                                            | 1 – 4                                                               | Perù                                                                | Qual. Mondiali 2018                                                 | -                                                                   | 35’ 75’                                                             |
| 16-11-2016                                                          | Lima                                                                | Perù                                                                | 0 – 2                                                               | Brasile                                                             | Qual. Mondiali 2018                                                 | -                                                                   | 62’                                                                 |
| 24-3-2017                                                           | Maturín                                                             | Venezuela                                                           | 2 – 2                                                               | Perù                                                                | Qual. Mondiali 2018                                                 | 1                                                                   | 78’                                                                 |
| 29-3-2017                                                           | Lima                                                                | Perù                                                                | 2 – 1                                                               | Uruguay                                                             | Qual. Mondiali 2018                                                 | -                                                                   | 83’                                                                 |
| 9-6-2017                                                            | Trujillo                                                            | Perù                                                                | 1 – 0                                                               | Paraguay                                                            | Amichevole                                                          | -                                                                   |                                                                     |
| 1-9-2017                                                            | Lima                                                                | Perù                                                                | 2 – 1                                                               | Bolivia                                                             | Qual. Mondiali 2018                                                 | -                                                                   | 87’                                                                 |
| 5-9-2017                                                            | Quito                                                               | Ecuador                                                             | 1 – 2                                                               | Perù                                                                | Qual. Mondiali 2018                                                 | -                                                                   | 52’ 74’                                                             |
| 11-10-2017                                                          | Lima                                                                | Perù                                                                | 1 – 1                                                               | Colombia                                                            | Qual. Mondiali 2018                                                 | -                                                                   | 45+1’ 62’                                                           |
| 11-11-2017                                                          | Wellington                                                          | Nuova Zelanda                                                       | 0 – 0                                                               | Perù                                                                | Qual. Mondiali 2018                                                 | -                                                                   | 78’                                                                 |
| 16-11-2017                                                          | Lima                                                                | Perù                                                                | 2 – 0                                                               | Nuova Zelanda                                                       | Qual. Mondiali 2018                                                 | -                                                                   | 73’                                                                 |
| 24-3-2018                                                           | Miami                                                               | Perù                                                                | 2 – 0                                                               | Croazia                                                             | Amichevole                                                          | 1                                                                   | 85’                                                                 |
| 28-3-2018                                                           | Lipsia                                                              | Perù                                                                | 3 – 1                                                               | Islanda                                                             | Amichevole                                                          | -                                                                   |                                                                     |
| 30-5-2018                                                           | Lima                                                                | Perù                                                                | 2 – 0                                                               | Scozia                                                              | Amichevole                                                          | -                                                                   | 69’                                                                 |
| 3-6-2018                                                            | San Gallo                                                           | Arabia Saudita                                                      | 0 – 3                                                               | Perù                                                                | Amichevole                                                          | 1                                                                   |                                                                     |
| 9-6-2018                                                            | Göteborg                                                            | Svezia                                                              | 0 – 0                                                               | Perù                                                                | Amichevole                                                          | -                                                                   | 84’                                                                 |
| 16-6-2018                                                           | Saransk                                                             | Perù                                                                | 0 – 1                                                               | Danimarca                                                           | Mondiali 2018 - 1º turno                                            | -                                                                   |                                                                     |
| 21-6-2018                                                           | Ekaterinburg                                                        | Francia                                                             | 1 – 0                                                               | Perù                                                                | Mondiali 2018 - 1º turno                                            | -                                                                   |                                                                     |
| 26-6-2018                                                           | Soči                                                                | Australia                                                           | 0 – 2                                                               | Perù                                                                | Mondiali 2018 - 1º turno                                            | 1                                                                   | 79’                                                                 |
| 6-9-2018                                                            | Amsterdam                                                           | Paesi Bassi                                                         | 2 – 1                                                               | Perù                                                                | Amichevole                                                          | -                                                                   | 68’                                                                 |
| 13-10-2018                                                          | Miami                                                               | Perù                                                                | 3 – 0                                                               | Cile                                                                | Amichevole                                                          | -                                                                   | 76’                                                                 |
| 17-10-2018                                                          | East Hartford                                                       | Stati Uniti                                                         | 1 – 1                                                               | Perù                                                                | Amichevole                                                          | -                                                                   | 90+1’                                                               |
| 16-11-2018                                                          | Lima                                                                | Perù                                                                | 0 – 2                                                               | Ecuador                                                             | Amichevole                                                          | -                                                                   | 65’                                                                 |
| 20-11-2018                                                          | Arequipa                                                            | Perù                                                                | 2 – 3                                                               | Costa Rica                                                          | Amichevole                                                          | -                                                                   | 60’                                                                 |
| 23-3-2019                                                           | Harrison                                                            | Perù                                                                | 1 – 0                                                               | Paraguay                                                            | Amichevole                                                          | -                                                                   | 77’                                                                 |
| 27-3-2019                                                           | Washington                                                          | Perù                                                                | 0 – 2                                                               | El Salvador                                                         | Amichevole                                                          | -                                                                   | 46’                                                                 |
| 6-6-2019                                                            | Lima                                                                | Perù                                                                | 1 – 0                                                               | Costa Rica                                                          | Amichevole                                                          | -                                                                   | 68’                                                                 |
| 9-6-2019                                                            | Lima                                                                | Perù                                                                | 0 – 3                                                               | Colombia                                                            | Amichevole                                                          | -                                                                   | 62’                                                                 |
| 15-6-2019                                                           | Porto Alegre                                                        | Venezuela                                                           | 0 – 0                                                               | Perù                                                                | Coppa America 2019 - 1º turno                                       | -                                                                   | 88’ 90+3’                                                           |
| 29-6-2019                                                           | Salvador de Bahia                                                   | Uruguay                                                             | 0 – 0 dts (4 – 5 dtr)                                               | Perù                                                                | Coppa America 2019 - Quarti di finale                               | -                                                                   | 75’                                                                 |
| 3-7-2019                                                            | Porto Alegre                                                        | Cile                                                                | 0 – 3                                                               | Perù                                                                | Coppa America 2019 - Semifinale                                     | -                                                                   | 71’                                                                 |
| 7-7-2019                                                            | Rio de Janeiro                                                      | Brasile                                                             | 3 – 1                                                               | Perù                                                                | Coppa America 2019 - Finale                                         | -                                                                   | 86’                                                                 |
| 6-9-2019                                                            | Harrison                                                            | Perù                                                                | 0 – 1                                                               | Ecuador                                                             | Amichevole                                                          | -                                                                   | 46’                                                                 |
| 10-9-2019                                                           | Los Angeles                                                         | Brasile                                                             | 0 – 1                                                               | Perù                                                                | Amichevole                                                          | -                                                                   | 72’                                                                 |
| 12-10-2019                                                          | Montevideo                                                          | Uruguay                                                             | 1 – 0                                                               | Perù                                                                | Amichevole                                                          | -                                                                   | 78’                                                                 |
| 15-10-2019                                                          | Lima                                                                | Perù                                                                | 1 – 1                                                               | Uruguay                                                             | Amichevole                                                          | -                                                                   | 79’                                                                 |
| 8-10-2020                                                           | Asunción                                                            | Paraguay                                                            | 2 – 2                                                               | Perù                                                                | Qual. Mondiali 2022                                                 | 2                                                                   | 87’                                                                 |
| 13-10-2020                                                          | Lima                                                                | Perù                                                                | 2 – 4                                                               | Brasile                                                             | Qual. Mondiali 2022                                                 | 1                                                                   |                                                                     |
| 13-11-2020                                                          | Santiago del Cile                                                   | Cile                                                                | 2 – 0                                                               | Perù                                                                | Qual. Mondiali 2022                                                 | -                                                                   |                                                                     |
| 17-11-2020                                                          | Lima                                                                | Perù                                                                | 0 – 2                                                               | Argentina                                                           | Qual. Mondiali 2022                                                 | -                                                                   |                                                                     |
| 3-6-2021                                                            | Lima                                                                | Perù                                                                | 0 – 3                                                               | Colombia                                                            | Qual. Mondiali 2022                                                 | -                                                                   | 65’                                                                 |
| 8-6-2021                                                            | Quito                                                               | Ecuador                                                             | 1 – 2                                                               | Perù                                                                | Qual. Mondiali 2022                                                 | -                                                                   | 90+1’                                                               |
| 17-6-2021                                                           | Rio de Janeiro                                                      | Brasile                                                             | 4 – 0                                                               | Perù                                                                | Coppa America 2021 - 1º turno                                       | -                                                                   |                                                                     |
| 20-6-2021                                                           | Goiânia                                                             | Colombia                                                            | 1 – 2                                                               | Perù                                                                | Coppa America 2021 - 1º turno                                       | -                                                                   | 90+2’                                                               |
| 23-6-2021                                                           | Goiânia                                                             | Ecuador                                                             | 2 – 2                                                               | Perù                                                                | Coppa America 2021 - 1º turno                                       | 1                                                                   |                                                                     |
| 27-6-2021                                                           | Brasilia                                                            | Venezuela                                                           | 0 – 1                                                               | Perù                                                                | Coppa America 2021 - 1º turno                                       | 1                                                                   |                                                                     |
| 2-7-2021                                                            | Goiânia                                                             | Perù                                                                | 3 – 3 dts (4 – 3 dtr)                                               | Paraguay                                                            | Coppa America 2021 - Quarti di finale                               | -                                                                   | 75’, 85’                                                            |
| 9-7-2021                                                            | Brasilia                                                            | Colombia                                                            | 3 – 2                                                               | Perù                                                                | Coppa America 2021 - Finale 3º posto                                | -                                                                   | 63’                                                                 |
| 2-9-2021                                                            | Lima                                                                | Perù                                                                | 1 – 1                                                               | Uruguay                                                             | Qual. Mondiali 2022                                                 | -                                                                   |                                                                     |
| 5-9-2021                                                            | Lima                                                                | Perù                                                                | 1 – 0                                                               | Venezuela                                                           | Qual. Mondiali 2022                                                 | -                                                                   |                                                                     |
| 9-9-2021                                                            | Recife                                                              | Brasile                                                             | 2 – 0                                                               | Perù                                                                | Qual. Mondiali 2022                                                 | -                                                                   |                                                                     |
| 11-11-2021                                                          | Lima                                                                | Perù                                                                | 3 – 0                                                               | Bolivia                                                             | Qual. Mondiali 2022                                                 | -                                                                   |                                                                     |
| 16-11-2021                                                          | Caracas                                                             | Venezuela                                                           | 1 – 2                                                               | Perù                                                                | Qual. Mondiali 2022                                                 | -                                                                   | 77’                                                                 |
| 28-1-2022                                                           | Barranquilla                                                        | Colombia                                                            | 0 – 1                                                               | Perù                                                                | Qual. Mondiali 2022                                                 | -                                                                   | 45+2’                                                               |
| 1-2-2022                                                            | Lima                                                                | Perù                                                                | 1 – 1                                                               | Ecuador                                                             | Qual. Mondiali 2022                                                 | -                                                                   |                                                                     |
| 24-3-2022                                                           | Montevideo                                                          | Uruguay                                                             | 1 – 0                                                               | Perù                                                                | Qual. Mondiali 2022                                                 | -                                                                   | 65’                                                                 |
| 5-6-2022                                                            | Cornellà de Llobregat                                               | Perù                                                                | 1 – 0                                                               | Nuova Zelanda                                                       | Amichevole                                                          | -                                                                   | 67’                                                                 |
| 13-6-2022                                                           | Ar Rayyan                                                           | Australia                                                           | 0 – 0 dts (5 – 4 dtr)                                               | Perù                                                                | Qual. Mondiali 2022                                                 | -                                                                   | 65’                                                                 |
| 25-9-2022                                                           | Pasadena                                                            | Messico                                                             | 1 – 0                                                               | Perù                                                                | Amichevole                                                          | -                                                                   | 46’                                                                 |
| 28-9-2022                                                           | Washington                                                          | El Salvador                                                         | 1 – 4                                                               | Perù                                                                | Amichevole                                                          | -                                                                   | 59’                                                                 |
| 25-3-2023                                                           | Magonza                                                             | Germania                                                            | 2 – 0                                                               | Perù                                                                | Amichevole                                                          | -                                                                   | 88’                                                                 |
| 28-3-2023                                                           | Madrid                                                              | Marocco                                                             | 0 – 0                                                               | Perù                                                                | Amichevole                                                          | -                                                                   | 81’                                                                 |
| 7-9-2023                                                            | Ciudad del Este                                                     | Paraguay                                                            | 0 – 0                                                               | Perù                                                                | Qual. Mondiali 2026                                                 | -                                                                   | 46’                                                                 |
| 12-9-2023                                                           | Lima                                                                | Perù                                                                | 0 – 1                                                               | Brasile                                                             | Qual. Mondiali 2026                                                 | -                                                                   | 78’                                                                 |
| 12-10-2023                                                          | Santiago del Cile                                                   | Cile                                                                | 2 – 0                                                               | Perù                                                                | Qual. Mondiali 2026                                                 | -                                                                   | 68’                                                                 |
| 17-10-2023                                                          | Lima                                                                | Perù                                                                | 0 – 2                                                               | Argentina                                                           | Qual. Mondiali 2026                                                 | -                                                                   |                                                                     |
| 21-11-2023                                                          | Lima                                                                | Perù                                                                | 1 – 1                                                               | Venezuela                                                           | Qual. Mondiali 2026                                                 | -                                                                   | 65’                                                                 |
| 7-6-2024                                                            | Lima                                                                | Perù                                                                | 0 – 0                                                               | Paraguay                                                            | Amichevole                                                          | -                                                                   | 64’                                                                 |
| 14-6-2024                                                           | Filadelfia                                                          | El Salvador                                                         | 0 – 1                                                               | Perù                                                                | Amichevole                                                          | -                                                                   | 61’                                                                 |
| 25-6-2024                                                           | Kansas City                                                         | Perù                                                                | 0 – 1                                                               | Canada                                                              | Coppa America 2024 - 1º turno                                       | -                                                                   | 79’                                                                 |
| 20-3-2025                                                           | Lima                                                                | Perù                                                                | 3 – 1                                                               | Bolivia                                                             | Qual. Mondiali 2026                                                 | -                                                                   | 80’                                                                 |
| 25-3-2025                                                           | Maturín                                                             | Venezuela                                                           | 1 – 0                                                               | Perù                                                                | Qual. Mondiali 2026                                                 | -                                                                   |                                                                     |
| 10-6-2025                                                           | Lima                                                                | Perù                                                                | 0 – 0                                                               | Ecuador                                                             | Qual. Mondiali 2026                                                 | -                                                                   | 27’                                                                 |
| Totale                                                              |                                                                     | Presenze (7º posto)                                                 | 103                                                                 |                                                                     | Reti                                                                | 11                                                                  |                                                                     |

| Cronologia completa delle presenze e delle reti in nazionale (partite non ufficiali) ― Perù | Cronologia completa delle presenze e delle reti in nazionale (partite non ufficiali) ― Perù | Cronologia completa delle presenze e delle reti in nazionale (partite non ufficiali) ― Perù | Cronologia completa delle presenze e delle reti in nazionale (partite non ufficiali) ― Perù | Cronologia completa delle presenze e delle reti in nazionale (partite non ufficiali) ― Perù | Cronologia completa delle presenze e delle reti in nazionale (partite non ufficiali) ― Perù | Cronologia completa delle presenze e delle reti in nazionale (partite non ufficiali) ― Perù | Cronologia completa delle presenze e delle reti in nazionale (partite non ufficiali) ― Perù |
| Data                                                                                        | Città                                                                                       | In casa                                                                                     | Risultato                                                                                   | Ospiti                                                                                      | Competizione                                                                                | Reti                                                                                        | Note                                                                                        |
| ------------------------------------------------------------------------------------------- | ------------------------------------------------------------------------------------------- | ------------------------------------------------------------------------------------------- | ------------------------------------------------------------------------------------------- | ------------------------------------------------------------------------------------------- | ------------------------------------------------------------------------------------------- | ------------------------------------------------------------------------------------------- | ------------------------------------------------------------------------------------------- |
| 28-6-2011                                                                                   | Lima                                                                                        | Perù                                                                                        | 1 – 0                                                                                       | Senegal                                                                                     | Amichevole                                                                                  | -                                                                                           | 61’                                                                                         |
| Totale                                                                                      |                                                                                             | Presenze                                                                                    | 1                                                                                           |                                                                                             | Reti                                                                                        | 0                                                                                           |                                                                                             |

## Palmarès

### Club

#### Competizioni statali
- Campionato paulista: 1

Corinthians: 2025

#### Competizioni nazionali
- Coppa del Portogallo: 2

Sporting CP: 2014-2015
Benfica: 2016-2017
- Supercoppa di Portogallo: 2

Sporting CP: 2015
Benfica: 2016
- Campionato portoghese: 1

Benfica: 2016-2017
- Supercoppa saudita: 2

Al-Hilal: 2018, 2021
- Campionato saudita: 3

Al-Hilal: 2019-2020, 2020-2021, 2021-2022
- Coppa del Re dei Campioni: 2

Al-Hilal: 2019-2020, 2022-2023
- Prima Divisione (Arabia Saudita): 1

Al-Qadisiyya: 2023-2024

#### Competizioni internazionali
- AFC Champions League: 2

Al-Hilal: 2019, 2021

### Individuale
- Rivelazione dell'anno del Campionato peruviano: 1

2010